# HD 44120
HD 44120 är en dubbelstjärna med stort vinkelavstånd i den södra delen av stjärnbilden Målaren. Den har en  skenbar magnitud av ca 6,44 och är svagt synlig för blotta ögat där ljusföroreningar ej förekommer. Baserat på parallax enligt Gaia Data Release 2 på ungefär 27,7 mas, beräknas den befinna sig på ett avstånd på cirka 118 ljusår (ca 36 parsek) från solen. Den rör sig närmare solen med en heliocentrisk radialhastighet på cirka -2 km/s.

## Egenskaper
Primärstjärnan HD 44120 A är en solliknande gul till vit stjärna i huvudserien av spektralklass F9.5 V. som har ansetts som en "het" solanalog med en grundare konvektionszon än solen och har en inaktiv kromosfär. Den har en massa som är ca 1,2 solmassor, en radie som är ca 1,6 solradier och har ca 3 gånger solens utstrålning av energi från dess fotosfär vid en effektiv temperatur av ca 6 000 K.
Den svaga följeslagaren, HD 44120 C, är en vit dvärgstjärna av magnitud 14,03 med spektralklass DB3,2, som anger en heliumrik atmosfär. Objektet har en effektiv temperatur på ca 15 700 K med 67 procent av solens massa, men bara 1,3 procent av solens radie. Det har tagit 155 ± 16 miljoner år för den vita dvärgen att ha svalnat till den nuvarande temperaturen. Innan den lämnade huvudserien beräknas stjärnan ha haft en massa av 1,45+0,20−0,16 solmassa och således ha varit konstellationens primärstjärna. Den har en vinkelseparation på 40,98 bågsekunder vid en positionsvinkel på 301,6° från den nuvarande primärstjärnan. Den beräknade separationen av paret är 1 533,9 AE. Deras beräknade omloppsbana har en halv storaxel på 1 702,6 AE och en omloppsperiod på 51 100 år.
En visuell följeslagare av magnitud 7,61, HD 44120 B, eller HD 44105, ligger med en vinkelseparation på 32,50 bågsekunder vid en positionsvinkel på 234° från primärstjärnan, år 2015. Den upptäcktes som dubbelstjärna av den skotske astronomen James Dunlop och tillkännagavs 1829. Parallaxen för denna stjärna anger en distans av omkring 215 ljusår från solen.